# Estadio Pierre Aliker
El Estadio Pierre Aliker (en francés: Stade Pierre-Aliker antiguamente stade d'Honneur de Dillon) es un estadio de usos múltiples en Fort-de-France, Martinica un territorio de Francia en las Pequeñas Antillas. Actualmente se utiliza sobre todo para los partidos de fútbol. El estadio puede albergar hasta 18.000 espectadores.
Es el principal estadio de la ciudad de Fort-de-France y el estadio más grande de las Antillas Francesas. Dedicado tanto al fútbol como atletismo, funciona como la sede de varios clubes locales y los principales eventos de fútbol en Martinica. Sin embargo, el Club Colonial es el usuario principal del recinto.